# Ophion punctatus
Ophion punctatus är en stekelart som beskrevs av Cameron 1898. Ophion punctatus ingår i släktet Ophion och familjen brokparasitsteklar. Inga underarter finns listade i Catalogue of Life.